# Pico Berigoyo
Pico Berigoyo är en bergstopp i Spanien. Den ligger i provinsen Provincia de Santa Cruz de Tenerife och regionen Kanarieöarna, i den sydvästra delen av landet, 1 800 km sydväst om huvudstaden Madrid. Toppen på Pico Berigoyo är 1 793 meter över havet, eller 77 meter över den omgivande terrängen. Bredden vid basen är 1,0 km. Pico Berigoyo ligger på ön Isla de La Palma.
Terrängen runt Pico Berigoyo är bergig åt sydost, men åt nordväst är den kuperad. Pico Berigoyo ligger uppe på en höjd som går i nord-sydlig riktning.Närmaste större samhälle är Los Llanos de Aridane, 9,6 km nordväst om Pico Berigoyo. 